# Cirolana meinerti
Cirolana meinerti là một loài chân đều trong họ Cirolanidae. Loài này được Barnard miêu tả khoa học năm 1920.